# Aha!
Aha! ist eine tschechische Boulevardzeitung. 

## Beschreibung
Sie erscheint seit dem 1. März 2006 und erreichte binnen weniger Monate eine Auflage von knapp 100.000. Herausgegeben wird Aha! von Ebika, s.r.o.
Aha! ist eine von vier täglich erscheinenden Boulevardzeitungen in der Tschechischen Republik. Ihre Konkurrenten sind Blesk, Šíp und SuperSpy, wobei Aha! und Blesk mit Daniel Křetínský und Patrik Tkáč dieselben Haupteigentümer haben.

## Weblink
- ahaonline.cz (tschechisch)